# Solsoní
El solsoní és un parlar o subdialecte de transició entre el dialecte central i el dialecte nord-occidental, emprat pels habitants de la ciutat de Solsona i els d'alguns pobles limítrofs, com els d'Olius o de Llobera. La parla dels autòctons dels municipis de Sant Llorenç de Morunys, la Coma i la Pedra, Guixers, Navès, Clariana de Cardener i Riner s'inclou dins el dialecte central, mentre que la parla dels d'Odèn, Castellar de la Ribera i Pinell de Solsonès dins el dialecte nord-occidental. Així, a la comarca del Solsonès, a més dels municipis de Solsona, Olius i Llobera, també tenen una parla de transició entre el dialecte central i el nord-occidental els habitants dels municipis de Lladurs, Pinós i la Molsosa bé que, sobretot els d'aquests dos darrers municipis, no tenen el típic parlar solsoní.

## Vocalisme

### Vocalisme àton
La lletra a àtona de final de mot és pronunciada com una vocal neutra més oberta que la del català central, però no pas cap al so de a, sinó cap al de la o oberta, afegint-hi una lleugera nasalització a causa del relaxament del vel del paladar. Així, mots com noia, jo cantava, tenen el so de la a final com el so de la u de cup o run de l'anglès, bé que àtona. Tant el so en anglès com el so en solsoní tenen la mateixa obertura i la mateixa foscor [ʌ], però no la mateixa tonicitat ni tampoc la posició dins la paraula; la de Solsona té, a més, una lleugera nasalització [~] i una major durada [:], aleshores es pot representar amb els signes [ʌ̃:]. El poeta berguedà Climent Forner, el 1968, en el poema Carta a l'amic canonge escriu "Oh la ciutat del nom que tot sol sona / amb una "a" que és una "o".
D'altra banda, hi ha un seguit d'exemples en què la a àtona final de paraula és pronunciada e tancada [e], tal com fan bastants parlants del nord-occidental. Són els casos següents:
- Les terminacions -ista dels mots masculins: un ciclista, un dentista...
- La a final dels noms de les lletres f, l, m, n, r, s.
- La tercera persona del singular dels verbs acabats en a àtona, per exemple: ell compra ['kompre], ell coneixia [kunə'ʃie], ell serviria [sərrβi'ríe]; excepte en el present de subjuntiu de verbs com cabre i saber, on es pronuncia "sàpigui" i "càpigui" per analogia als verbs que presenten aquesta terminació.
- En diversos mots escadussers, com la basa del joc de cartes, el paraigua i, per influència del castellà, la pesta, la planícia. Alguns solsonins, fins i tot, pronuncien e tancada la a final de mots com la preposició contra, els substantius fantasma, oïda, pijama, problema, programa.

Com en català central, en solsoní les a/e àtones inicials o de l'interior de paraula tenen el so de la vocal neutra. Sonen igual els mots afecte i efecte, pagat i pegat. Però no es pronuncia vocal neutra sinó e tancada en els mots acabats en e àtona + consonant, com córner, préssec, teòleg..., excepte si la consonant següent és –m / -l, llavors sí que es pronuncia la vocal neutra; el mot anàvem sona [ə'naβəm], àngel sona ['aɲʒəɫ]. El mot àpat també és pronunciat amb la e àtona tancada ['apet].
La e àtona de final de paraula sona e tancada, com en català occidental; la paraula olfacte és pronunciada [ul'fakte]. Ara bé, hi ha paraules que acaben en e i no són pronunciades amb una e tancada sinó amb vocal neutra, és el cas dels imperatius obre, omple, el substantiu manobre, les formes femenines febre, gebre, la jove, llebre, la tiple.
El català nord-occidental tendeix a afegir una a /an inicial en algunes paraules; el solsoní no les pronuncia en mots com "abarallar-se", "acostipar-se", arrebossar (se sent a dir "rebossar"), "arrifar"..., però alguns solsonins sí que les articulen a afrau (frau – congost), "ambastida" (bastida dels paletes), "anou" (nou), "arrebentar" (rebentar), "arrefredar-se" (refredar-se, el sopar "s'arrefrede"), "arrepenjar-se" (repenjar-se), "avespa" (vespa), "enfotre" (fotre), "enrecordar" (recordar), "enriure" (riure)...
En canvi, com en català central, en solsoní es fa desaparèixer la vocal neutra si es troba entre una oclusiva o fricativa i una erra si es pot acabar formant un grup consonàntic, en mots com apariar, barana, berenar, carabassa, caragol, caramel, escarabat, però, safareig, taronja, Tàrrega, Teresa... són pronunciats amb una síl·laba menys: "apriar", "brana", "brenar", carbassa, cargol, "carmel", "escarbat", "pro", "safreig", "tronja", "Targa", "Tresa"...
El parlar solsoní s'inclou clarament dins el dialecte central en la neutralització de les o/u àtones; es pronuncien igual els mots pontet i puntet. Presenta, però, en alguns parlants una major tendència a diftongar la o àtona en "au" que no pas el dialecte central, com si el so [w] hagués rebut un reforçament per fonètica sintàctica: "aubaga" (obaga), "aufegar" (ofegar), "auliva" (oliva), "aulor" (olor), "aurella" (orella), "aurenetes" (orenetes), "aurins" (orins), "auvella" (ovella)...
També la o àtona tendeix a ser canviada pel so de la vocal neutra [ə]
- a causa de la metàtesi: "enragullat" (enrogallat), "llangonissa" (llonganissa), pi "rajulet" (pi rojalet), "trampussar" (trompassar)...
- a causa de la dissimilació: "clafolla" (clofolla), "cudadell" (codolell), "cumanió" (comunió), "Gularons" (Golorons), "Jaunou" (Jounou), "mauria" (mouria), "paruc" (poruc), "plaurà" (plourà), "raureda" (roureda), "Sant Hanorat" (Sant Honorat), "saroll" (soroll)...
- o per l'assimilació: avarar (avorar, posar a la vora de qui parla), "ramanent" (romanent)), "xafagor" xafogor)... Una assimilació històrica important fou el pas de CELSONA a Solsona, de E – O es passà a o – o, que actualment sona [u – o].

El Diccionari català-valencià-balear recull el mot Almeda, amb el significat de riera que corre entre la Borda i el Castellvell, regant el terme de Solsona; és un topònim que deriva del mot olm > olmeda (bosc d'olms). També hi ha exemples a la inversa, en què de la vocal neutra [ə] s'ha passat a [u] "abugot" (abegot), "arrupenjat" ("repenjat"), "arrupenjar-se" (repenjar-se),"arruplegar" (arreplegar), "auruport" (aeroport), "buturut" (boterut), "endengus" ("endengues", endergues - estris atrotinats, inútils), "fer el ronsu" (fer el ronsa), "sumal" (semal – recipient)...
El parlar solsoní no pertany al subdialecte xipella, bé que en els municipis d'Odèn i de Castellar de la Ribera hi hagi persones que xipellegin. A Solsona no es diu formatgi (formatge), ni quinzi (quinze), ni "mari, lis sopis són calentis" (mare, les sopes són calentes). Tanmateix, hi ha un seguit de mots que solen pronunciar-se amb [i], si no hi ha cura a l'hora d'expressar-se, tal com s'esdevé en el dialecte nord-occidental: "aginullat" (agenollat), "càpigui" (càpiga), "dicideix" (decideix), "dijuni" (dejuni), "distral" (destral), Freixinet (Freixenet), "ginoll" (genoll), "istiu" (estiu), "minjar" (menjar), "sàpigui" (sàpiga), "sifreig" (safareig), "sixanta" (seixanta), "tòfina" (tòfona), "xiculata" (xocolata).

### Vocalisme tònic
A Solsona hi ha divergències entre l'escriptura i la pronunciació de les vocals tòniques en els casos següents:
- Es pronuncia a tònica: neda, panteix, xerra.
- Es pronuncia e oberta tònica en les formes verbals vam, vau, alguns solsonins també a esgarrapa, s'embala, tanca, en els substantius o adjectius en –és: accés, congrés, ingrés, exprés..., en mots escadussers com: Artés, cérvol, Dénia, Guifré, llépol, més, només, (net), la Sénia... Hi ha solsonins que també pronuncien amb e oberta la vocal final de la primera persona del futur simple, portaré, tot i dur l'accent tancat.
- Es pronuncia e tancada tònica en els infinitius en –èixer, com conèixer, en els infinitius en –ènyer, com estrènyer, en les desinències verbals de l'imperfet d'indicatiu –èiem, -èieu, com nosaltres fèiem, vosaltres dèieu, en mots escadussers com canapè, gèrmens, mossèn, oboè, sènior, suèter...
- Es pronuncia o oberta tònica en mots com bombó, Gósol, mora d'esbarzer...
- Es pronuncia o tancada tònica en mots com Besòs, còndor, dòlmens, Vandellòs, Vinaròs... segurament per influència de la llengua castellana.

El parlar solsoní s'inclou dins el català central pel fet que hi ha persones, com més va menys, que pronuncien "go / ko" les formes GUA- / QUA- tòniques: "gotlla" (guatlla), "goita" (guaita), i també, bé que moltes menys, "kolsevol" (qualsevol), "kon" (quan o quant), "un cort de cotre" (un quart de quatre)...
Pel que fa a –GUA / -QUA àtones finals de paraula, només en els mots aigua i llengua alguns solsonins pronuncien "aiga" i "llenga"; el mot paraigua és pronunciat "paraigüe".
Es pot comprovar fàcilment que el parlar solsoní és un dialecte de transició entre el central i el nord-occidental si ens adonem de la pronunciació de paraules que, tal com explica l'eminent dialectòleg Joan Veny i Clar, tenien E llarga o I breu en llatí clàssic. Si són pronunciades en e oberta són del català central, mentre que si ho són en e tancada són del nord-occidental. A Solsona són obertes les e tòniques de: bèstia, beure, bres, cadena, ceba, cèrcol, cérvol, deute, enceta, estret, llengua, paret, jo perdo, pes (de pesar), pesca, premsa, quiet, tu regues, els diminutius en –et..., els sufixos ordinals en –è (sisè), el gentilicis en –ès (francès); mentre que són tancades, com en el català occidental: abella, aquest, aqueix, aquell, cabell, cella, consell, corretja, cresta, ensenya, entén, estén, enveja, tu esperes, estrella, orella, ovella, parell, pera, primavera, res, sencer, sense, rep, renya... els antropònims Mireia, Teresa..., els imperfets en –èiem, -èieu, els infinitius en -èixer, -ènyer.

A Solsona es diu junc de la forma llatina «iuncu», que ha donat «jonc» en català oriental i «junc» en occidental.

## Consonantisme
- La iodització, que encara és vigent en balear i en algunes zones del català central, quasi ha desaparegut en el parlar solsoní. Tan sols es manté en algunes formes, com "vull" (vull), així es diferencia millor del bull de bullir, "carai", que és més eufònica que carall, "ceies" (celles), d'aquesta manera no hi ha l'homofonia amb selles (seients damunt el cavall). Hi ha solsonins que diuen llentilles i n'hi ha que fan com el català oriental, "llenties". D'altra banda, la pronúncia en el registre col·loquial i familiar desconeix el so fricatiu palatal en els monosíl·labs ja, jo, els quals són pronunciats "ia", "io" com fan moltíssims catalanoparlants.
- Com en diverses zones del català occidental, en el solsoní es pronuncia una n no etimològica en els mots "llangot" (llagost) i "mangrana" (magrana). A "llangot" hi ha hagut, a més, l'emmudiment de la essa de llagost; segurament ha estat per la mateixa raó que es diu "aquet" i no "aquest", ja que en plural presenten una articulació complexa –sts, la qual és pronunciada –ts, i en tornar a expressar-se en singular ja no es recupera la essa.
- També es produeix la síncope, com en català nord-occidental, en els pronoms nosaltres i vosaltres, que són pronunciats "nosatres" / "natres i "vosatres" / "vatres".
- Una isoglossa que separa el català oriental del català occidental és la pronunciació de la x inicial o postconsonàntica, pronunciada com a fricativa en oriental i africada en occidental. A Solsona es fa la pronúncia fricativa palatal [ʃ], bé que, sobretot en el jovent, hi ha un predomini del so africat [t͡ʃ]; així 'xiprer' i 'marxar' són pronunciats amb sons africats pel jovent, mentre que la gent gran sol fer-hi sons fricatius palatals.[4]

## Morfologia
- Plurals d'antics proparoxítons acabats en n perden la nasal: HOMINES > homes, IUVENES > joves, bé que hi ha parlants de Pinell, Castellar de la Ribera, Odèn i fins i tot Llobera que mantenen la nasal: hòmens, jóvens.
- Precedint els verbs, a Solsona, com en català central, s'usen les formes reforçades dels pronoms febles em, et, es, ens us, no pas les formes plenes me, te, se, nos, vos. Exemple: Em penso que us aniria bé que ens coneguéssiu.
- La desinència dels verbs incoatius és com en català central, amb –e- (serveix), no pas amb –i- (servix).
- El present de subjuntiu és en –i (jo canti), no pas en –a (jo canta), encara que hi ha gent gran que presenten la desinència –a en la 1a persona del singular, -es (2a sing.), -e (3a sing.), -en (3a pl.).
- L'auxiliar haver en les persones 1a i 2a del plural és pronunciat [εm], [εw], no pas [am], [aw], bé que hi ha alguns solsonins que pronuncien aquestes darreres formes pròpies del català nord-occidental.
- Com en mantes zones del català nord-occidental, l'imperfet d'indicatiu no conté el so espirant bilabial sonor [β] en el parlar de bastants solsonins. Se sent a dir "beia" per bevia (ex. jo abans "beia" molta cervesa), "ploie" i no plovia, "ell deie marxar" i no 'ell devia marxar', "ell es moie molt" i no 'ell es movia molt'.[2]

## Lèxic
El solsoní conté mots propis del central, mots propis del nord-occidental i mots d'àmbit bastant més restringit, quasi locals.

### Mots del català central
- blat de moro (no es diu 'panís')
- mirall (no es diu 'espill')
- noi (no es diu 'xiquet', sí però 'xicot')
- xai o be (no es diu 'corder')
- ocell (també 'moixó' i 'pardal')
- petó (no es diu 'bes')
- vermell (no es diu 'roig')
- toro (no es diu 'brau')
- llimona (no es diu 'llima').

### Mots del català nord-occidental
- timó (no pas 'farigola', per bé que també hi ha solsonins que la diuen)
- arena (sembla que 'sorra' és per a la del mar, mentre que 'arena' és la que fan servir per a treballar els paletes)
- el pinte ('la pinta')
- botir ('inflar')
- melic ('llombrígol' hi era inconegut ans de la normalització del català).[5]

És un arcaisme perferir per "oferir".

### Mots subdialectals vius en solsoní
Són mots d'àmbit més restringit que el d'un dialecte, però ben vius en solsoní: 
- arrefaixar: arrambar
- bateder: escampall d'objectes en un indret determinat, després d'haver fet alguna activitat
- boit: vehicle fet manualment, amb coixinets, per a la baixada del Carnaval
- descanistrellat: desmanegat, desmuntat
- empenyar: empentar, empènyer
- endengos: endergues, objectes que fan nosa, per innecessaris o inútils
- engelivat: que té el fred al cos
- entabutxar: entabuixar
- escaturser: escadusser
- estaldill : estalzí, sutge
- estavat :escorpí, aràcnid
- estovatxar: encreuament dels verbs estovar, estubar i entabutxar
- freixera del passeig: freixe
- grapal: gripau
- llangot: llagost
- lletraga: bolet lleterol
- lleura:'heura
- madoixa 'maduixa'
- passeres: petjades humides que marquen un terra que ha estat fregat fa poca estona
- pollanca: pollancre
- plapa: clapa, taca
- porc fer: porc senglar
- remijot : remitjó, escadús
- roella: rosella
- sargantilla: sangartilla, sargantana
- secanall: secall
- sostrac: sotrac
- tabal: tavà, tàvec
- Tate: hipocorístic del nom propi Claustre
- trampussar/traspussar: trompassar
- trumfo: trumfa, patata
- vidarça: vidalba, arç
- voliac: ratpenat
- xicoia: xicoira

### Mots específics solsonins
El Diccionari català-valencià-balear va recollir un seguit de mots que tenien Solsona com a únic lloc en què s'havien sentit a dir; entre altres hi ha els següents: 
- aclatofar: ajupir
- amagot: amagatall
- amandregat: consentit, aviciat
- anqueta: el pla de l'enclusa
- barraboll: paraula que diuen i repeteixen els nois quan prenen una cosa a un altre i se la fan passar dissimuladament de mà en mà perquè aquell no sàpiga qui la té
- belluguetes: persona inquieta, que es belluga molt
- bentrestant: adverbi vulgar, mentrestant
- bureny: espècie de galzador que té la fulla punxeguda i fa la canal embiaixada
- burnerat: enjogassat, derivat de bornar
- casua: multitud de casaments o de gent acaserada
- cerquinyol: arbust de soca vermella i fulla rodolenca i més petita que la del tantellatge
- Claustró: nom propi de dona, que té per patrona la Mare de Déu del Claustre que es venera a la catedral
- clemalló: clemàstecs més petits que els ordinaris
- clofar: verb reflexiu, asseure's amb tota comoditat
- collant: llonganisses petites que formen mitja circumferència o mitja-lluna
- coresforçar-se: esforçar-se posant a contribució la pròpia força moral; fer un esforç suprem
- cudadell: còdol petit del riu
- cugròs: mena de bolet que es fa molt gros i no és comestible
- escamatge: caminada, treball intens de les cames
- escarpet: cisell o tallantó que tenen els ferrers per a dentar les falçs
- escarrasset: aixingló de raïm
- escarratxinada: raig d'esquitxos. "Les guineus, quan les persegueixen, diu que tiren una escarratxinada de merda"
- escatafall: soroll, enrenou
- esmossell: esmorrell
- espelassada: pelada o alçament de la pell produït per una fregada o caiguda
- estesada: quantitat de blat que queda estès amb un cop de volant
- esvoletxec: esvoletec dels ocells
- gansut: golafre, molt menjador
- garrufa: magarrufa d'un fil o cordó
- malampa: interjecció, variant de mal haja. "Malampa la canalla"
- mategal: redol que abraça el brancatge d'un arbre
- memorià: que té molt bona memòria
- naixedissa: conjunt d'animals o plantes que naixen
- pomell: palmell de la mà
- rabastó: home molt vigorós, de força desmesurada
- regasser: tocatardà
- rei-xic: reietó, ocell de l'espècie regulus cristatus i regulus ignicapillus
- retia: la mare de la tia o de l'oncle
- reüncle: pare de l'oncle
- riassada: riallada
- ronsoner: cançoner, ronser
- sembrar a ruix: sembrar tirant grapades de gra que el sembrador porta dins una senalla
- sembrar amb paló: sembrar fent clotets en terra i dipositant-hi alguns grans a cadascun
- sindrier: sindriera, planta de la síndria
- socarronada: tribulació o pena fonda, derivat de socarró, nom de malaltia dels porcells
- tarnet: beneitó, ximplet
- tastarella: tastada. "En matar el porc, es fa el present perquè el veïnat faci la tastarella"
- xafader: trepitjadissa; conjunt de petjades produïdes en el camp, i sobretot en un sembrat
- xerradúria: xerrameca
- xinxarrella: ocell que té el cap parcialment negre, l'esquena verda i color de xocolata, i la panxa blanquinosa en les femelles i vermellosa en els mascles.

### Mots amb canvis semàntics
També hi ha mots que tenen un significat particular en solsoní. El Diccionari català-valencià-balear recull entre altres: 
- acoblar: foradar la pedra amb el pistolet, picant amb la maça damunt la cabota d'aquell
- agarbellar: reunir amb la mà les brosses de palla o bolló que pugen a la superfície, en l'acte de passar el gra amb un porgador, per a llançar-les
- el dia d'al·leluia: el dissabte de Pasqua
- amanir el blat: sulfatar-lo, banyar-lo d'aigua i pedra blava, perva evitar l'orb
- aixoplugar: agafar, apoderar-se de qualcú (""Si et puc aixoplugar algun dia, et pegaré fort'")
- batzac: ruixat fort
- nous còvies (nous buides, seques, que tenen el bessó difícil de treure)
- davantal: ampit de finestra
- diablejar: replegar les espigues o llevar la palla amb el diabló
- diabló: 'eina composta d'una peça de fusta amb un mànec i guarnida de cert nombre de punxes, que serveix per a llevar la palla del camp
- empapussar: ennuegar, travessar-se el menjar a l'esòfag i no acabar de passar
- ensobinar-se: esllavissar-se, ensorrar-se un terreny
- escaldufar un constipat: guarir-lo incompletament, no acabar-lo de curar
- escarràs: aixingló de raïm
- farinós: el bolet anomenat també fariner, o sia, l'espècie Amanita ovoidea
- fuet: coet, foc artificial de forma llarguera
- gallimarsot: persona malgirbada i sense gràcia
- guardapols: rajoles sortints que es posen al voltant d'una obertura, com a ornament
- melic: part de l'enclusa que s'enganxa al soc
- poma de cul de ciri significant una: poma que era llargueruda, groga, bona, madurava per l'octubre
- poma de sang de bou significant una: poma que és grossa, vermellosa, bona i madura per l'octubre
- quartà: mesura de grans que equival a la tercera part de quartera
- rajador: raier
- ram: capçó de blat de moro
- ramonejar: rondinar, parlar amb irritació
- rastell: rengle, conjunt de coses posades una al costat de l'altra
- reiet: ocell de l'espècie Alcedo ispida
- termenat: territori marcat amb termes o fites
- test de la bugada: cossi per a fer la bugada
- trallar: disposar de tal o tal manera, conjuminar, arreglar ("Qui l'ha vestida la nena? - La seva germana l'ha trallada!", "Va vestida de pastora, però que mal trallada!", "Això està molt mal trallat"), es pot dir d'un vestit, d'un escrit, d'un rellotge, etc.):: està molt mal conjuminat, mal compost
- tut: tímbola, acció de beure d'una seguida "S'ha begut un bon tut de vi'"

El mot improperi rep el significat de figura del bestiari del folklore solsoní, no tant en el registre parlat, en què continuen dient-se el noms de bou, mulassa, drac, cavallets, ossos..., sinó més aviat en el registre escrit.

### Fraseologia
També es diuen a Solsona les expressions: 
- a dalt al Camp (al Camp)
- a baix al Pont (al Pont)
- guanyar el ral (passejar pel passeig de Solsona)
- jugar a cucut d'amagar (jugar a l'acuit)
- mirar bolets, mirar cargols (caçar bolets, caçar cargols)
- no pas ha molt que... (ara entenc que…)
- què hi va que... (segur que…)

Segons el Diccionari català-valencià-balear a Solsona hi ha les expressions i els refranys: 
- Aigua passada no mol molí.
- Al cel espernegui: fórmula humorística per a anomenar un difunt, en substitució de la fórmula cristiana al cel sia.
- Bé que és dels altres no m'omple les galtes.
- Cap comediant ha sigut sant.
- Estar acolorat (de vergonya o cansament): tenir el color de carn envermellida.
- Fer cara de farro: tenir la cara grossa.
- Fer l'alifara: afegir combustible a la llar per darrera vegada "Fem l'alifara i al llit".
- Ficar-se entre cul i cleta: ficar-se a lloc estret, on tan just s'hi cap.
- Ja és molt vespre: ja és molt tard en la nit, ja fa molta fosca.
- Mirar la pia a algú: mirar pel seu bé.
- No tocar a test: no encertar, anar errat.
- Pic d'escorçó, pic d'extremunció.
- Semblar la gusarapa: tenir el posat feixuc, mancat de vivesa.
- Tenir el tenelló sobre, a algú: tenir-lo molt subjecte o vigilat, no deixar-lo tranquil.